# Togg
Togg, anche nota come Turkey's Automobile Joint Venture Group Inc.,x (in turco Türkiye'nin Otomobili Girişim Grubu A.Ş.) è un'azienda automobilistica turca fondata come joint venture nel 2018.

## Storia
Le società e le organizzazioni che hanno deciso di lavorare insieme per produrre auto nazionali in Turchia sono state annunciate dal presidente Recep Tayyip Erdoğan nel novembre 2017. A tal fine, il produttore turco di automobili Togg è stato lanciato il 25 giugno 2018 dal gruppo Anadolu (19%), BMC (19%), Gruppo Kök (19%), Turkcell (19%), Zorlu Holding (19%) e TOBB (5%). Da allora, è stata fondata l'Automobile Joint Venture Group Inc. in Turchia. I modelli SUV e berlina di Togg Domestic Car sono stati presentati in una conferenza stampa tenutasi il 27 dicembre 2019. Il lavoro di progettazione della carrozzeria di TOGG è stato svolto insieme all'azienda di design italiana Pininfarina.
Nel 2021 Turkcell, Vestel (parte di Zorlu) e gruppo Anadolu hanno investito più soldi su Togg, quindi il capitale totale è stato aumentato da 150 milioni di lire a quasi un miliardo e la loro quota a circa il 23% ciascuno.
È stato annunciato che Togg stabilirà uno stabilimento a Gemlik, Bursa, per la produzione di auto elettriche dal costo di 22 miliardi di TL (Lira turca). La costruzione della fabbrica è iniziata il 21 maggio 2020. Nell'agosto 2020 è stato deciso che l'azienda avrebbe prodotto con il marchio Togg.
L'azienda ha annunciato che la prima auto per la quale detiene i diritti di proprietà intellettuale sarà pronta per la produzione di massa entro la fine del 2022. Il CEO dell'azienda, Gürcan Karakaş, ha annunciato che l'auto, il cui design è stato completato nel 2019, sarà messa in vendita nel 2022.